# Gilette Ziegler
Pour les articles homonymes, voir Ziegler.
Gilette Ziegler (née Gauthier), née à Nice le 29 janvier 1904 et morte dans la même ville le 19 septembre 1981, est une femme de lettres et une journaliste française, auteur de nombreux romans policiers, ainsi que d'études historiques. Elle utilise les pseudonymes de Gilles Grey, Tony Guildé, G. G. Ziegler, Elton Jones, Patrick Regan, Gisèle Singrist.

## Biographie

### Formation
Élève de l'École nationale des chartes, Gilette Gauthier y obtient le diplôme d'archiviste paléographe en 1927 avec une thèse sur les institutions communales de Grasse.

### Carrière journalistique
Pendant la Seconde Guerre mondiale, elle participe à la résistance dans les Basses-Alpes où elle publie le journal clandestin Tenir. Après la guerre, elle collabore à plusieurs journaux, dont la revue Europe. En 1951, elle participe, comme représentante de la Fédération démocratique internationale des femmes, à la délégation internationale qui se rend en Corée pour enquêter sur les atrocités commises par l'armée américaine. Elle s'inspire de cette expérience pour écrire deux romans : J'étais au P.S.F., publié en 1951, et Meurtre à Kang-Sé, paru en 1953. Elle collabore régulièrement (années 1960-1975) à l'Almanach Ouvrier et Paysan, édité par L'Humanité.
Dès 1941, elle publie « de nombreux romans d'énigmes classiques habilement composés, avec un goût certain pour les intrigues complexes et les longues explications finales ». Devant l'abondance de sa production, elle utilise six pseudonymes, dont quatre masculins.
Parmi ses romans policiers, quelques-uns ont pour héros l'irascible commissaire Gervais et son fidèle Fred Lièval ; d'autres, le médecin détective londonien Leslie Roy qui séjourne souvent en France où il contribue à faire la lumière sur de mystérieux assassinats. Elle a également créé le détective privé Raoul Lancy de l'agence Nolo.
Dans les années 1950, Gilette Ziegler est l'un des piliers des éditions Ferenczi & fils.

## Œuvre

### Romans

#### Signé Gilette Ziegler
- J'étais au P.S.F., Les Éditeurs français réunis (1951)
- Meurtre à Kang-Sé, Les Éditeurs français réunis (1953)
- Hors de cette ombre, Éditions Julliard (1960)
- Les Mauvais Tours, Éditions Julliard (1968)

#### Signés G. G. Ziegler
- Sera puni de mort, Laclau, coll. « L'Aigle » (1941), réédition Laclau (1945)
- La Voie sanglante, Laclau (1942)
- L'Homme au mantelet d'or, Éditions Chantal, coll. « Collection verte » no 1 (1942)
- La police est sur les lieux, Laclau, coll. « le Chien-loup » (1942)
- L'Épine rouge, Laclau (1944)
- Choisis le poison, Le Livre de Minuit (1944)
- La Mission de Martin Faublas, Laclau (1944)
- La mort donne des numéros, Éditions Chantal, coll. « Les Trois As » (1945)
- L'Heure de la justice, Laclau, coll. « Vigilance » (1946)
- Le Meurtre des studios Dundee, Éditions Chantal, coll. « Collection verte » no 8 (1947)
- Le Bar du jockey, Laclau (1947)
- Jeux de mort, Éditions Jacquier, coll. « Collection La Loupe » no 13 (1952)
- Le Seul Témoin, Éditions Julliard (1958)
- Le Bois du silence, Les Éditeurs français réunis (1963)

#### Signés Gilles Grey
- Le Film du mort, Laclau (1941)
- Les Diamants de Nossi Bé, Laclau (1941)
- L'Erreur de Ramon, Laclau (1941)
- Celui qu'elle aimait, Laclau (1941)
- Ne tirez pas sur le pianiste, coll. « Sélection policière » no 9 (1944)
- Les Yeux bandés, Laclau (1945)
- Un cri dans les ténèbres, Laclau (1945)
- Meurtre au village, Laclau (1945)
- Du sang au visage, Ferenczi & fils, coll. « Le Verrou » no 92 (1954)

#### Signés Tony Guildé
- Les morts ne parlent pas, Laclau, coll. « Policia » (1941)
- La Poursuite sans merci, Laclau, coll. « le Chien-loup » (1942)
- Un mort sur la plage, Éditions Chantal coll. « Les Trois As » no 8 (1942)
- Le piano s'est tu, Laclau (1944)
- Les Vengeurs d'octobre, Le Livre de minuit (1944)
- Crime au refuge, Laclau (1945)
- Le Moulin qui pleure, Éditions Chantal coll. « Les Trois As » no 15 (1945)
- Le professeur est amoureux, Laclau (1946)
- Le maître d'hôtel ne parlera pas, Ferenczi & fils, coll. « Mon roman policier » no 295 (1953)
- À l'Ombre du crime, Ferenczi & fils, coll. « Mon roman policier » no 303 (1954)
- Trois coups de feu, Ferenczi & fils, coll. « Mon roman policier » no 322 (1954)
- Le Dernier Film de Bertrand Diaz, Ferenczi & fils, coll. « Mon roman policier » no 328 (1954)
- L'Heure de la justice, Ferenczi & fils, coll. « Mon roman policier » no 343 (1954)
- Une histoire de fous, Ferenczi & fils, coll. « Mon roman policier » no 356 (1955)
- Du poison et du sang, Ferenczi & fils, coll. « Mon roman policier » no 363 (1955)
- Kidnapping, Ferenczi & fils, coll. « Mon roman policier » no 378 (1955)
- Du sang à la une, Ferenczi & fils, coll. « Mon roman policier » no 391 (1955)
- Le professeur était tombé, Ferenczi & fils, coll. « Mon roman policier » no 408 (1956)
- Tu mourras avant le 30, Ferenczi & fils, coll. « Mon roman policier » no 416 (1956)
- Pas de vacances pour les tueurs, Ferenczi & fils, coll. « Mon roman policier » no 430 (1956)
- Charlie n'est pas un assassin, Ferenczi & fils, coll. « Mon roman policier » no 436 (1956)
- Pourquoi tuer un inspecteur ?, Ferenczi & fils, coll. « Mon roman policier » no 448 (1956)
- L'inspecteur connaît la musique, Ferenczi & fils, coll. « Le Verrou » no 137 (1956)
- De quoi vous empoisonner, Ferenczi & fils, coll. « Le Verrou » no 150 (1956)
- Édition spéciale, Ferenczi & fils, coll. « Police et Mystère » no 92 (1956)
- Ne jouez pas au détective !, Ferenczi & fils, coll. « Police et Mystère » no 100 (1956)
- Je connais l'assassin, Ferenczi & fils, coll. « Police et Mystère » no 106 (1957)
- Un vrai jeu de massacre, Ferenczi & fils, coll. « Police et Mystère » no 112 (1957)
- Meurtre en clair-obscur, Ferenczi & fils, coll. « Le Verrou » no 155 (1957)
- Les Assassins d'abord, Ferenczi & fils, coll. « Le Verrou » no 165 (1957)
- Le Match de la mort, Ferenczi & fils, coll. « Mon roman policier » no 457 (1957)
- Pas de deuil pour Mayo, Ferenczi & fils, coll. « Mon roman policier » no 475 (1957)
- Troisième Degré, Ferenczi & fils, coll. « Mon roman policier » no 484 (1957)
- Cherchez la brune, Ferenczi & fils, coll. « Mon roman policier » no 490 (1957)
- Des frères à tuer, Ferenczi & fils, coll. « Mon roman policier » no 497 (1957)
- Un fou s'est évadé, Ferenczi & fils, coll. « Mon roman policier » no 505 (1957)
- La Mort au "Bois Dormant", Ferenczi & fils, coll. « Mon roman policier » no 516 (1958)
- Allez au diable !, Ferenczi & fils, coll. « Mon roman policier » no 524 (1958)
- Pas besoin d'avocat, Ferenczi & fils, coll. « Mon roman policier » no 534 (1958)
- Une dose de poison, Ferenczi & fils, coll. « Mon roman policier » no 539 (1958)
- Le brigadier est mort à l'aube, Ferenczi & fils, coll. « Mon roman policier » no 554 (1958)
- Deux morts dans les bois, Ferenczi & fils, coll. « Le Verrou » no 180 (1958)
- Du plomb dans l'aile, Ferenczi & fils, coll. « Le Verrou » no 184 (1958)
- Faux Visages, Ferenczi & fils, coll. « Le Verrou » no 200 (1958)
- Le Gang des experts, Ferenczi & fils, coll. « Le Verrou » no 204 (1958)

#### Signés Elton Jones
- Meurtres aux studios, Ferenczi & fils, coll. « Mon roman policier » no 312 (1954)
- J'ai peur de devenir folle, Ferenczi & fils, coll. « Mon roman policier » no 353 (1955)
- Deux boules d'or, Ferenczi & fils, coll. « Mon roman policier » no 370 (1955)
- Ce gosse est dangereux, Ferenczi & fils, coll. « Mon roman policier » no 380 (1955)
- Le mort allait parler, Ferenczi & fils, coll. « Mon roman policier » no 410 (1955)
- Duel à mort, Ferenczi & fils, coll. « Mon roman policier » no 442 (1956)
- La danseuse étoile est morte, Ferenczi & fils, coll. « Mon roman policier » no 447 (1956)
- Crime passionnel, Ferenczi & fils, coll. « Mon roman policier » no 467 (1957)
- Tu vas payer, Ferenczi & fils, coll. « Mon roman policier » no 519 (1958)
- Où sont les gangsters ?, Ferenczi & fils, coll. « Mon roman policier » no 550 (1958)
- Le tueur manque à l'appel, Ferenczi & fils, coll. « Police et Mystère » no 121 (1958)
- Ronde de nuit, Ferenczi & fils, coll. « Mon roman policier » no 558 (1958)

#### Signés Patrick Regan
- Préméditation, Romans & Nouvelles coll. « Sélection policière » no 6 (1944)
- Le Rôle de minuit, Laclau (1945)

#### Signé Gisèle Singrist
- Crime sur commande, Ferenczi & fils, coll. « Le Verrou » no 99 (1954)

### Études historiques
- Histoire de Grasse au Moyen âge, 1155-1482, Picard, 1935
- Les Coulisses de Versailles, Éditions Julliard (1963)
- Histoire secrète de Paris, Éditions Stock (1967)
- Le Défi de la Sorbonne, Éditions Julliard (1969)
- Paris, un guide raconté aux jeunes, Éditions Stock (1969)
- Paris et ses révolutions, Les Éditeurs français réunis (1970)
- Amours, complots et révolutions, Le Pavillon (1972)
- Les Templiers, Culture, art, loisirs, cop. (1973)
- Gerbert, Culture, art, loisirs, cop. (1975)
- Les Femmes et le Travail : du Moyen Âge à nos jours, Éditions de la Courtille (1975) (en collaboration[4])